# Curt Paul Janz
Curt Paul Janz född 25 september 1911 i Basel, död 28 augusti 2011 i Muttenz, var en schweizisk musiker som blev berömd för sina grundläggande biografiska verk om Friedrich Nietzsche.
1998 blev Janz tilldelad Friedrich-Nietzsche-Preis.